# Janesville, Iowa
Janesville är en ort i Black Hawk County, och Bremer County, i Iowa. Vid 2020 års folkräkning hade Janesville 1 034 invånare.